# سرمایه‌گذاری ادیم
سرمایه‌گذاری ادیم (به عربی: ادیم للإستثمار) شرکت سرمایه‌گذاری کویتی است، که در زمینه ارائه خدمات مدیریت ثروت، مدیریت سرمایه‌گذاری و مبادلات سهام اختصاصی فعالیت می‌کند.
شرکت سرمایه‌گذاری ادیم در سال ۲۰۰۵ با سرمایه ۵۱ میلیون دلار تأسیس شد و در سال ۲۰۰۷ پس از خریداری اکثریت سهام شرکت خودروسازی استون مارتین از فورد که با مشارکت شرکت سرمایه‌گذاری الدار انجام شد، در سطح بین‌المللی مشهور گردید. دفتر مرکزی این شرکت در شهر کویته، کویت قرار دارد.